# Adresář (informatika)

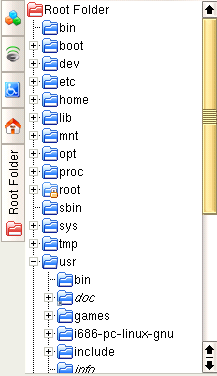
Strom adresářů v unixovém systému

Adresář (také složka nebo direktorář) je organizační jednotka v souborovém systému na datovém médiu. Adresář sdružuje na disku dokumenty (soubory) a další složky (podadresáře) a slouží k tomu, aby si je uživatel mohl logicky uspořádat. Adresáře tvoří na disku stromovou strukturu. Kvůli jednoznačnosti nemohou v jednom adresáři existovat dvě položky se shodným jménem (v tomto případě se nerozlišuje mezi souborem a adresářem).
Některé operační systémy (např. CP/M) nebo souborové systémy neumožňují vytváření podadresářů a tak je k dispozici jen kořenový adresář. Některé souborové systémy umožňují vytváření neorientovaných cyklů (smyček) pomocí symbolických odkazů. Pevné odkazy nejsou obvyklé, protože vyžadují evidovat další doplňující informace (zpětné odkazy).

## Kořenový adresář
Kořenový adresář má zvláštní postavení v stromové struktuře souborovém systému. Je to nejvyšší adresář v adresářové hierarchii, všechny další adresáře v témže souborovém systému jsou jeho podadresáři.
- v unixových systémech se kořenový adresář označuje znakem lomítko (/) a je společný pro všechna připojená média
- v operačních systémech Microsoft Windows (též DOS) má každý svazek (logická disková jednotka) svůj kořenový adresář a jeho označení se skládá z označení jednotky (písmeno latinky a dvojtečka) a zpětného lomítka (\), například C:\

## Zápis cesty
Při identifikaci adresáře nebo souboru, se kterým má program (uživatel) pracovat se používá tak zvaná cesta (anglicky path). Její zápis může být absolutní (úplný) nebo relativní (vztahuje se k aktuálnímu pracovnímu adresáři).

## Adresáře na webu
Webové servery je možné nakonfigurovat tak, aby pokud je jako URL zadána cesta k adresáři a v adresáři se nachází výchozí soubor pro zobrazení (typicky index.html, index.php a podobně), se zobrazil obsah daného adresáře. Výhodou takovéhoto nastavení je to, že není nutné vytvářet a udržovat stránky umožňující stahovat daný obsah. Mnohdy je kvůli přehlédnutí administrátora obsah adresáře generován i pro adresáře, u kterých to není žádoucí.
Pro pohodlnější práci s adresáři, které mají být přístupné přes webový prohlížeč, existují specializované nástroje, např. h5ai, nebo jsou tyto nástroje součástí větších programových balíků, svůj nástroj pro správu souborů má např. Horde.

## Původní význam slova
V původním významu slovo adresář označuje seznam poštovních doručovacích adres.